# Ufa Arena
Ufa Arena (baškirski: Өфө - арена) je višenamjenska arena s 8250 sjedala u Ufi, u Rusiji, otvorena 2007.
Ufa Arena je zamijenila Ledenu palaču Salavat Julajev kao dvorana u kojoj se igraju utakmice Kontinentalne hokejaške lige u hokeju na ledu, u kojima nastupa lokalni klub Salavat Julajev Ufa.
Prvi događaji u areni bile su prve dvije utakmice između juniora Kanade i Rusije. Bilo je problema tijekom utakmice, jer klima-uređaji nisu još radili, a zgrada nije bila u potpunosti završena u to vrijeme.
Arena je bila glavni domaćin Svjetskoga juniorskoga prvenstva u hokeju na ledu 2013. godine, u posljednjem tjednu prosinca 2012. do prvog tjedna siječnja 2013.

## Vanjske poveznice
- (rus.) Arena Ufa - osnovni podaci  Arhivirana inačica izvorne stranice od 2. svibnja 2012. (Wayback Machine)
- (rus.) Fotografije unutrašnjojsti (interijera) arene